# FK Austria Beč
FK Austria Beč (njem.: FK Austria Wien) austrijski je nogometni klub iz grada Beča. Austrija ima 24 naslova prvaka austrijske lige, 27 puta je bio osvajač kupa i 6 puta pobjednik austrijskog superkupa.

## Klupski uspjesi

### Domaći uspjesi
- Austrijska Bundesliga (24)

Pobjednik: 1924., 1926., 1949., 1950., 1953., 1961., 1962., 1963., 1969., 1970., 1976., 1978., 1979., 1980., 1981., 1984., 1985., 1986., 1991., 1992., 1993., 2003., 2006., 2013.
- Austrijski nogometni kup (27)

Pobjednik: 1921., 1924., 1925., 1926., 1933., 1935., 1936., 1948., 1949., 1960., 1962., 1963., 1967., 1971., 1974., 1977., 1980., 1982., 1986., 1990., 1992., 1994., 2003., 2005., 2006., 2007., 2009.
- Austrijski nogometni superkup (6)

Pobjednik: 1990., 1991., 1992., 1993., 2003., 2004.

### Europski uspjesi
- Kup pobjednika kupova (1)

Finalist: 1977./78.

## Hrvatski nogometaši
- Joey Didulica
- Ivica Vastić
- Nenad Bjelica
- Ognjen Vukojević
- Marin Leovac

## Poznati nogometaši
- Friedl Koncilia
- Robert Sara
- Karl Stotz
- Erich Obermayer
- Walter Nausch
- Herbert Prohaska
- Ernst Ocwirk
- Ernst Stojaspal
- Horst Nemec
- Matthias Sindelar
- Toni Polster
- Joselyn Blanchard

## Vanjske poveznice
- Službene stranice  Arhivirana inačica izvorne stranice od 4. rujna 2017. (Wayback Machine)